# لوسي أيكين

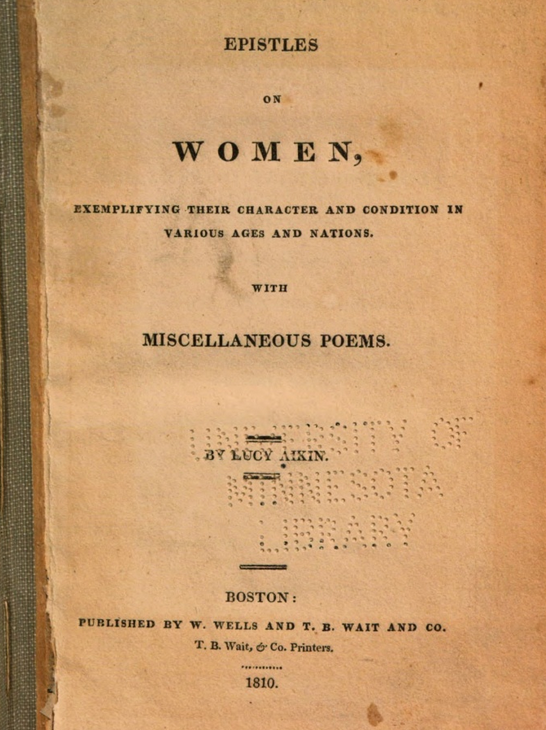
رسائل عن النساء، تأليف لوسي آيكن (1810، بوسطن)

لوسي أيكين (بالإنجليزية: Lucy Aikin) (6 نوفمبر 1781 في المملكة المتحدة - 29 يناير 1864، هامبستاد في المملكة المتحدة)؛ كاتِبة، مؤرخة وروائية بريطانية.